# 마나카 아유
마나카 아유(일본어: 愛加 あゆ まなか あゆ[*], 1987년 10월 18일 - )는 일본의 배우이다. 전 다카라즈카 가극단 유키구미 톱여역이다.
도야마현 도야마시, 분쿄구립 제7중학교 출신이다. 키 161cm, 혈액형 A형이다. 애칭은 "아유", "아윳치", "레나"이다.
소속사는 와타나베 엔터테인먼트이다.

## 약력
2003년, 다카라즈카 음악학교에 입학.
2005년, 다카라즈카 가극단 91기생으로 입단. 하나구미 공연 「마라케시・붉은 묘표／엔터 더 레뷰」로 초무대. 그 후, 유키구미에 배속.
사랑스러운 외모로 일찍부터 주목을 받아, 2009년, 미즈 나츠키ㆍ아이하라 미카 톱콤비 대극장 오히로메 「러시안 블루」로 신인공연 첫 히로인. 그 후에도 세번이나 더 신인공연 히로인을 맡았다.
2010년, 오토즈키 케이 톱 오히로메 공연 「처음 사랑했어」 (드라마시티/일본청년관 공연)으로 동상 공연 첫 히로인.
2011년, 「니진스키」 (바우홀/일본청년관 공연)으로 2번째 동상공연 히로인.
2012년 12월 25일자로 유키구미 톱여역에 취임. 소 카즈호의 상대역으로, 이듬해 「베르사이유의 장미」로 톱콤비 대극장 오히로메. 마리 앙투아네트를 연기했다.
2014년 8월 31일, 「일몽암 풍류기 마에다 케이지／My Dream TAKARAZUKA」 도쿄 공연 천추락을 기해, 소 카즈호와 함께 다카라즈카 가극단을 퇴단.
퇴단 후, 2015년부터 와타나베 엔터테인먼트 소속이 되어, 예능 활동을 시작했다.

## 인물
다카라즈카 입단 전에는 아역으로, 드라마나 CM에 출연한 경험이 있다.
친언니는 전 호시구미 톱여역 유메사키 네네이고, 같은 기간에 자매가 나란히 톱여역을 맡은 경우는 다카라즈카 역사상 최초이다.

## 수상이력
- 2010년, 한큐스미레회 팬지상 - 신인상